# کبوتردریایی زیردم‌سیاه

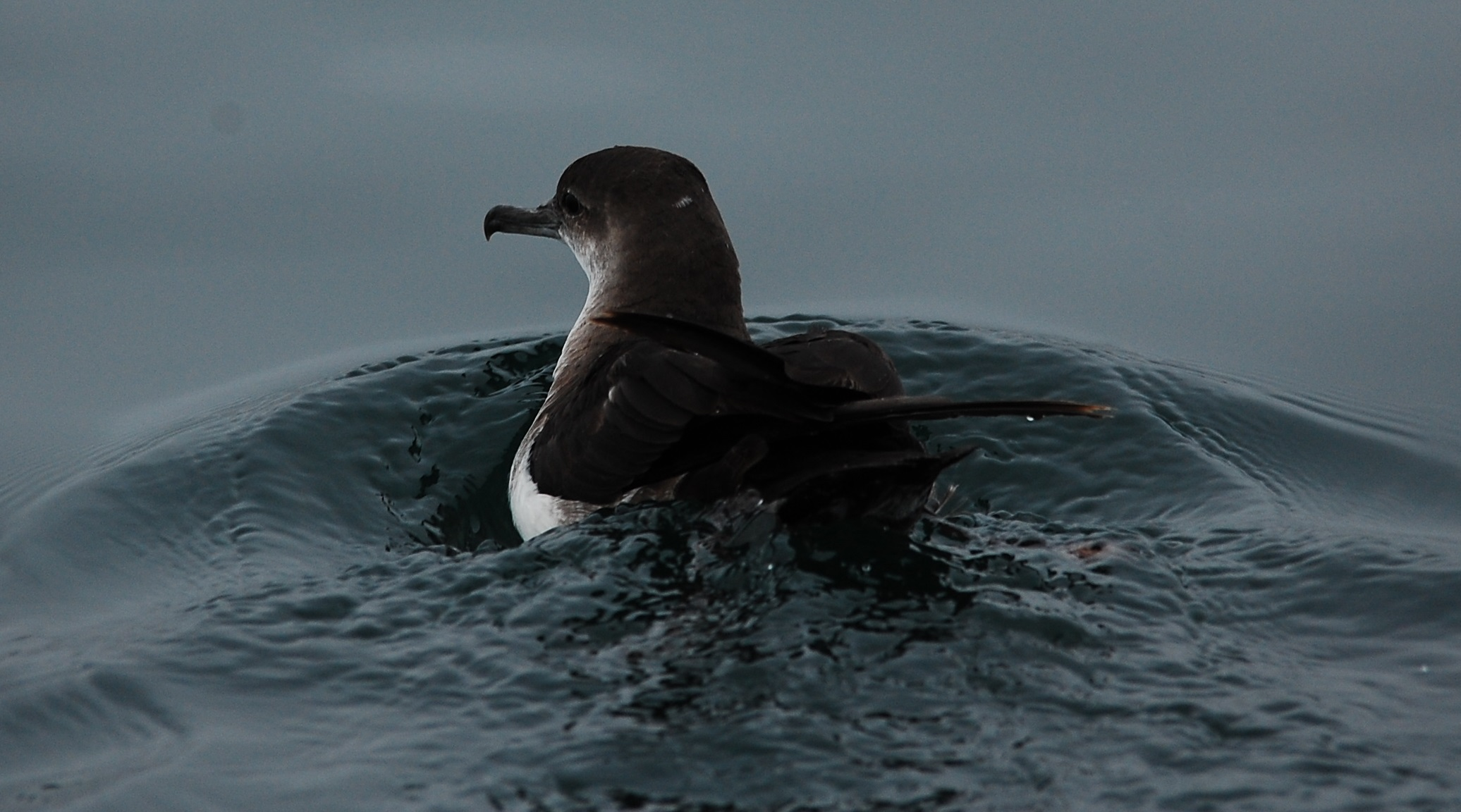

کبوتردریایی زیردم‌سیاه (نام علمی: Puffinus opisthomelas) نام یک گونه از سرده کبوتردریایی‌های آب‌شکاف است.